# Luc Barney
Pour les articles homonymes, voir Barney.
Luc Barney, de son vrai nom Albert Edmond Van Hecke, né le 25 juillet 1916 à Roubaix et mort le 9 octobre 1991 à Clichy, est un chanteur d'opérette et un comédien français.

## Biographie

### Club des Cinq
Barney chante d'abord, durant les années 1946-1947, au Club des Cinq, où il rencontre Édith Piaf. Il fait ainsi partie de la bande des « Hommes de Piaf », qui réunissait rue de Berri, les Compagnons de la chanson et Yves Montand. Il eut l'occasion de vivre une idylle avec la chanteuse, mais assez brève car la Môme s’enticha bientôt de Jean-Louis Jaubert.

### Auberge du Cheval-Blanc
Luc Barney joue dans toutes les opérettes du répertoire d’après-guerre, principalement des rôles secondaires, souvent fantaisistes (il excelle dans les accents) aux côtés des vedettes (Georges Guétary, Luis Mariano, Fernandel, Marcel Merkès…). Pourtant c’est avec le personnage de Léopold, un rôle protagoniste de L’Auberge du Cheval-Blanc, en 1949, au Théâtre du Châtelet, avec Lysiane Rey qu’il se fait connaître. Par la suite il jouera et chantera sur toutes les scènes de province son opérette fétiche (plus de mille deux cents fois), qu’il joue encore peu de temps avant sa disparition (mais l’âge venant, il prendra le rôle du Marseillais Bistagne).

Il enregistrera cette œuvre en 1954, avec Colette Riedinger et Fernand Sardou à la suite du succès de la reprise en décembre l’année précédente au Châtelet. Puis, en 1959, nouvel enregistrement au côté de Lysiane Rey, sa partenaire habituelle, devenue son épouse en 1953 (en secondes noces, après son premier mari Albert Préjean). Beaucoup plus tard, en 1974, un autre disque (33T) chez Barclay avec Éliane Varon, sa seconde épouse, une autre artiste omniprésente dans l’opérette, à cette époque.
Il est inhumé au cimetière communal de Montreuil.

## Discographie
On retrouve son talent, au disque, dans nombre de compilations consacrées aux opérettes mais aussi dans des albums de chansons militaires  (Le Chant des partisans ; Quand Madelon...…) et de romances où sa voix charmeuse de  baryton léger faisait merveille : J’ai un peu trop bu ; Les Beaux Dimanches de printemps ; L’Amour au passé défini…
En 1946, il avait remporté le concours du grand prix du disque de l’ABC.

## Filmographie
- 1949 : Une nuit à Saint-Germain-des-Prés (court métrage) de Jean Laviron et Fred Savdie
- 1950 : Identité judiciaire : l’inspecteur Mauduit
- 1980 : Gueules de vacances : le cuisinier
- 1991 : L'Opération Corned-Beef de Jean-Marie Poiré : il y chante Robin des Bois (un succès de Guétary)

## Opérettes
- 1968 : Rendez-vous à Paris de Georges Liferman sur un livret de Jacques Mareuil et Dominique Tirmon.

## Sources et bibliographie
- Jacqueline Strahm : Montmartre, beaux jours … et belles nuits (éditions Cheminements, 2001)
- Régine Reyne : L’œil en coulisses, mes années de music-halls à Paris  1943-1953 (éditions L’Harmattan, 2008)
- Robert Belleret : Piaf, un mythe français  (Fayard, 2013)
- Pierre Duclos & Georges Martin : Piaf  (éditions du Seuil, 1993)